# Else Sohn-Rethel
Elisabeth "Else" Johanna Martha Maria Sohn-Rethel, née le 14 mars 1853 à Rome et morte le 22 janvier 1933 à Dusseldorf, est une peintre et chanteuse allemande, active à la fin du XIXe siècle.

## Biographie

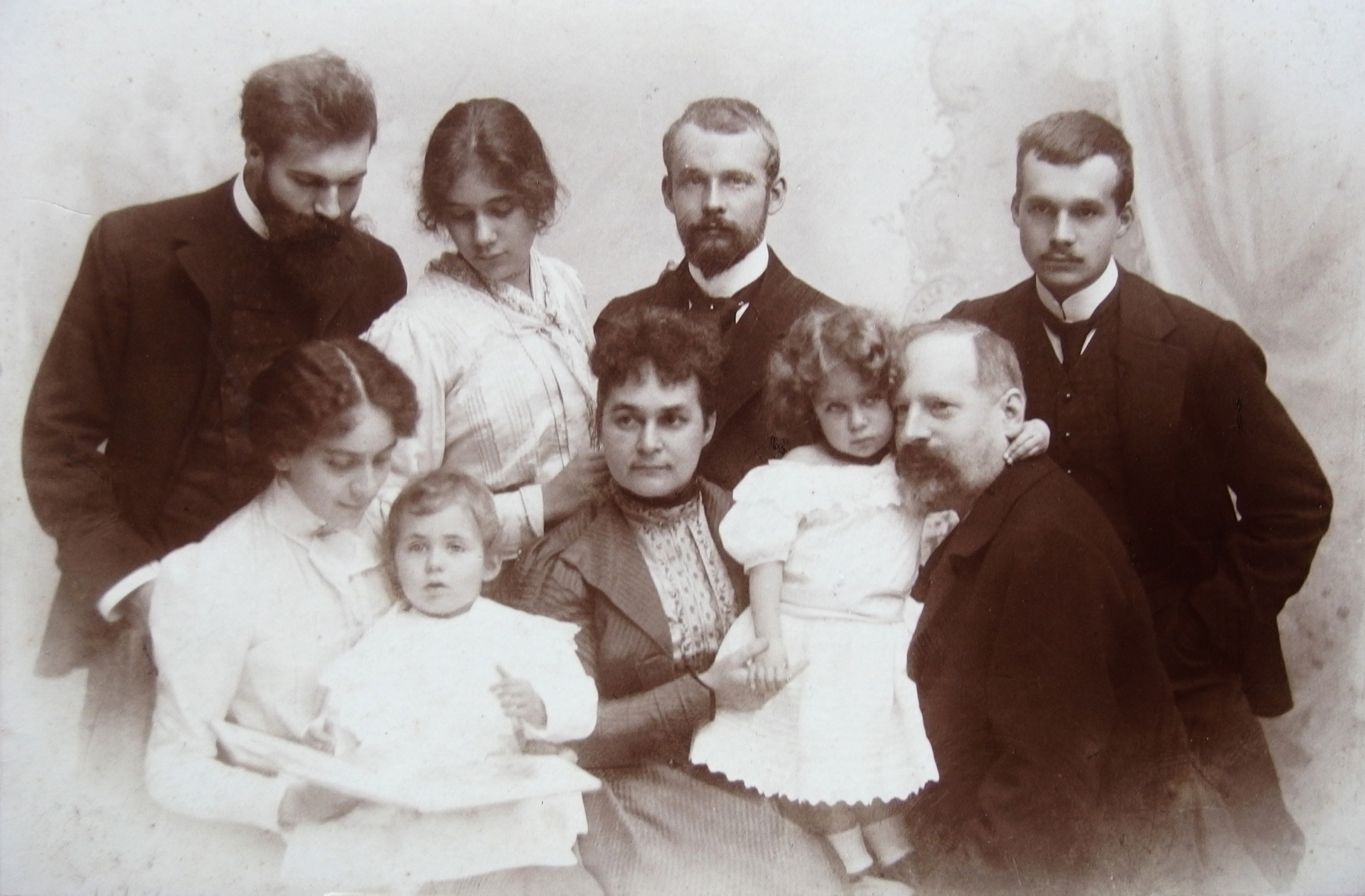
Une photo de la famille Sohn-Rethel, vers 1900.

Elle naît le 14 mars 1853 à Rome, en Italie, dans une famille juive allemande de la classe supérieure, fille de Marie Elisabeth Henrietta Philippina Grahl et du peintre d'histoire Alfred Rethel,. Elle descend en lignée maternelle de la famille Oppenheim, son arrière-grand-père était le banquier Martin Wilhelm Oppenheim. Son grand-père maternel August Grahl était peintre de miniatures et portraitiste. Elle est élevée par sa mère et ses grands-parents maternels à la Villa Rosa (à Dresde) en raison des problèmes de santé mentale de son père.
En 1873, elle épouse le peintre Karl Rudolf Sohn à l'église Loschwitz de Dresde. Après son mariage, elle s'installe à Düsseldorf où vit la famille de son époux. Entre 1860 et 1900, elle débute comme chanteuse pour des raisons financières ; elle est reçue dans la haute société de Düsseldorf et se produit dans des salons littéraires et assemblées de notables locaux.
Le 8 février 1875, elle donne naissance à son fils aîné, Alfred Sohn-Rethel. Ses autres enfants sont Otto Sohn-Rethel (1877–1949), Karli Sohn-Rethel (1882–1966) et Mira Sohn-Rethel Heuser (1884–1974). Les trois fils sont devenus peintres et sa fille a épousé le peintre Werner Heuser.
En 1928, elle rédige ses mémoires, qui seront publiées en 2016.
Elle meurt le 22 janvier 1933 chez elle à Düsseldorf, quelques jours avant la prise du pouvoir par Adolf Hitler. Elle repose au cimetière cimetière du Nord à Düsseldorf.